# 秋蕎麦
秋蕎麦（あきそば）は、かつて株式会社CIRCUSに所属していた日本のイラストレーターである。主に美少女ゲームの原画家として活動していた。

## 来歴
CIRCUSの代表であるtororo団長とは、小学校からの幼馴染であり、専門学校も同じ学校に進学した。この縁がきっかけとなり、CIRCUSに入社した。

## 主な作品
※ 太字はメイン原画作品

### PCゲーム
- すくみず 〜フェチ☆になるもんっ!〜
- ガッデーム&ジュテーム
- Aries PureDream/LoveDream
- D.C.P.C. 〜ダ・カーポ〜 プラスコミュニケーション
- D.C. Summer Vacation 〜ダ・カーポ サマーバケーション〜
- 水夏A.S+ 〜SUIKA〜
- 最終試験くじら
- 最終試験くじら〜Departures〜
- 舞-HiME 運命の系統樹 修羅
- C.D.Christmas Days 〜サーカスディスク クリスマスデイズ〜
- CircusLand I 〜ドキ! ヒロインいっぱい初音島★コスプレミスコン祭り♪よりどりみどりで♪好きな子選んで着せ替え育成デートだょ 兄さん♪〜
- 恋夏 〜れんげ〜（キャラクターデザインのみ）
- エターナルファンタジー
- D.C.P.K. 〜ダ・カーポーカー〜
- ヴァルキリーコンプレックス
- あるぴじ学園
- あるぴじ学園1.5
- A.G.II.D.C. ～あるぴじ学園2.0 サーカス史上最大の危機!?～
- fortissimo EXS//Akkord:nächsten Phase
- D.C.P.K. 〜ダ・カーポーカー〜

### コンシューマー

#### PlayStation 2
- D.C.P.S. 〜ダ・カーポ〜 プラスシチュエーション
- 舞-HiME 運命の系統樹
- D.C. Four Seasons 〜ダ・カーポ〜 フォーシーズンズ
- 水夏 A.S＋ 〜SUIKA〜 Eternal Name
- 最終試験くじら Alive
- Kadenz fermata//Akkord：fortissimo

### カードゲーム
- ランブリングエンジェル
- アクエリアンエイジ